# Německá východní Afrika
Německá východní Afrika (německy Deutsch-Ostafrika) bylo německé koloniální území na východě Afriky, které získávala postupně od roku 1884 Společnost pro německou kolonizaci. Po dohodách s Británií o vymezení sfér vlivu (výměna Zanzibaru za Helgoland) bylo zdejší území roku 1891 oficiálně prohlášeno německou kolonií. Šlo zejména o oblast Tanganiky, některé ostrovy (Mafia) a v pozdějších letech (1898–1899) připojená teritoria dnešní Rwandy a Burundi.
Za 1. světové války bylo území obsazeno vojsky Dohody (1916–1917) a po válce rozděleno a svěřeno jako mandátní území Společnosti národů do správy Velké Británie (největší část – pod názvem Tanganika) a Belgie (Ruanda-Urundi), přičemž menší díl (distrikt Kionga) byl připojen k portugalské kolonii Portugalská východní Afrika. Kolonie měla rozlohu 994 996 km², což představuje skoro trojnásobek rozlohy současného Německa.

## Historie

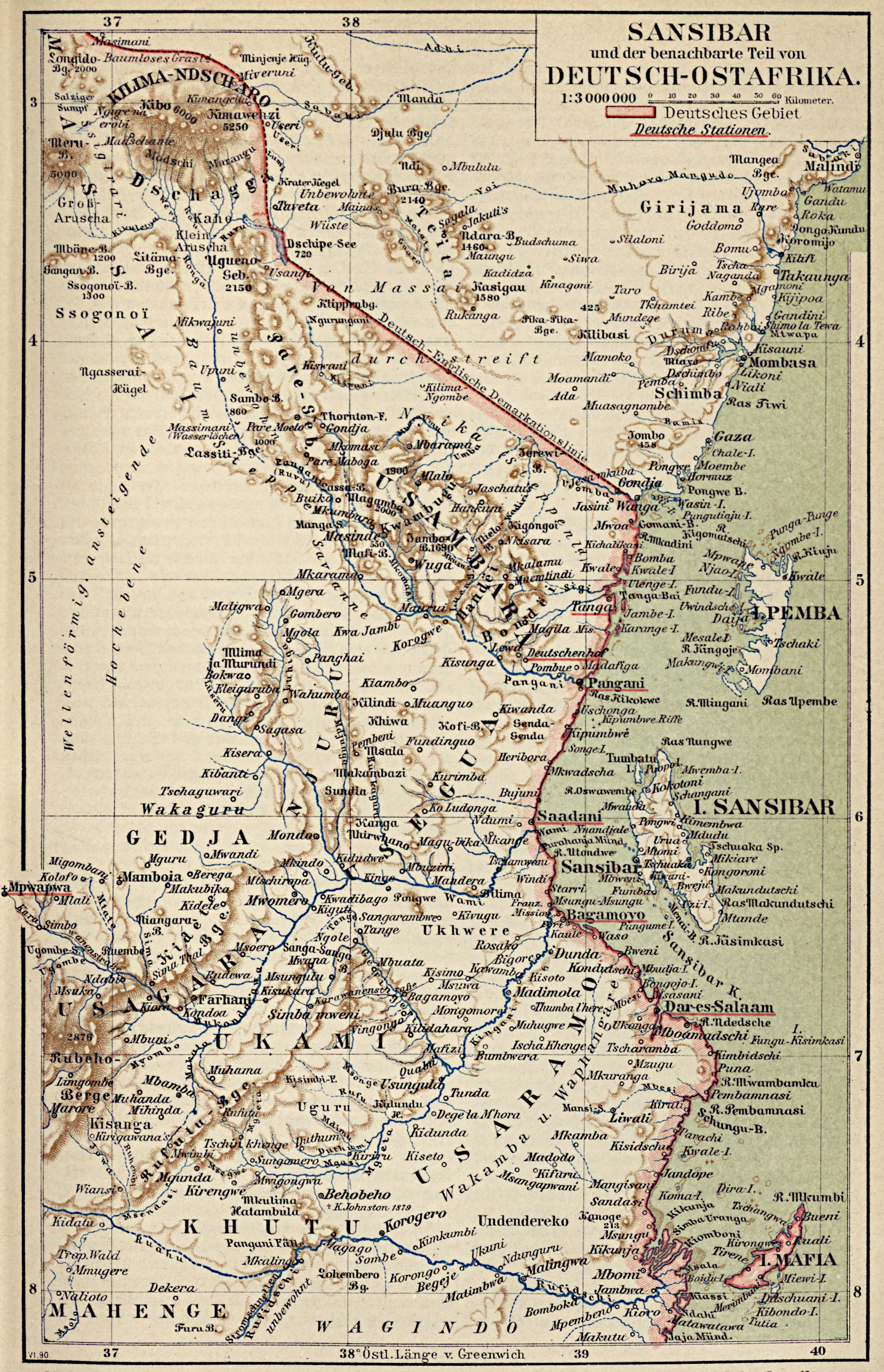
Historická mapa pobřeží Německé východní Afriky, 1890

Historie této německé kolonie je úzce spjata s dobrodruhem Carlem Petersem, zakladatelem Společnosti pro německou kolonizaci, který podepsal dohody s náčelníky původních kmenů obývajících pevninská území protější Zanzibaru. 3. března 1885 německá vláda oznámila předchozí tajné udělení císařského dekretu Petersově společnosti ze dne 17. února 1885 a také úmysl vytvořit protektorát Východní Afrika. Peters poté rekrutoval různé specialisty, kteří zaujali pozice na území mezi řekou Rufiji na jihu a městy Witu a Lamu na severu. Po protestech zanzibarského sultána, který se sám chtěl chopit moci na tomto pevninském území, poslal Otto von Bismarck pět válečných lodí (mezi nimi Stosch, Gneisenau a Princ Adalbert), které poté co 7. srpna dopluly na místo, začaly s ostřelováním Sultánského paláce. Výsledkem byla dohoda mezi Němci a Brity o rozdělení si sfér vlivu, kterou musel sultán akceptovat. Němci rychle nastolili vládu nad městy Bagamoyo, Dar es Salaam a Kilwa. Povstání Abushiri z roku 1888 bylo s britskou pomocí potlačeno následujícího roku. V roce 1890 uzavřely Londýn a Berlín Helgolandsko-Zanzibarskou dohodu, která přisoudila Helgoland Německu a definovala hranice Německé Východní Afriky, přičemž přesné hranice zůstaly špatně definovány do roku 1910. V letech 1891 až 1894 etnikum Hehe v jehož čele stál náčelník Mkwawa – odolávalo německé expanzi. Nakonec byli poraženi, díky tomu, že se ostatní kmeny přidaly na stranu přistěhovalců.
Po období guerillových bojů padl v roce 1898 Mkwawa do pasti a následně spáchal sebevraždu. Povstání Maji Maji z roku 1905 bylo potlačeno guvernérem Gustavem Adolfem von Götzenem. Následoval skandál vzhledem k informacím o korupci a brutalitě dějící se v kolonii a v roce 1907 kancléř Bülow pověřil Bernharda Dernburga reformou koloniální správy, která se stala modelem koloniální efektivity a získala mimořádnou loajalitu původních obyvatel za 1. světové války.
Německá koloniální správa velmi spoléhala na místní náčelníky, jejichž úkolem bylo udržovat pořádek a vybírat daně. Kromě lokálního dozoru, působily ve městech Dar es Salaam, Moshi, Iringa a Mahenge vojenské posádky pořádkových sil, sestávající od 1. ledna 1914 ze 136 německých vojáků, včetně 42 vojenských zdravotníků a 2 472 místních vojáků tzv. Askari.

## Navrhovaná symbolika
V roce 1914 byla navržena řada znaků a vlajek pro kolonie Německa. První světová válka však svět zasáhla dříve, než mohly být návrhy dokončeny a přijaty, nebyly nikdy užívány. Po válce poražené Německo ztratilo všechny kolonie a návrhy zůstaly jen na papíře.

návrhy pro Německou východní Afriku:
vlajka
znak

## Politické zřízení
Němci nebyli vedeni k založení kolonie potřebou ekonomické exploatace, jako ostatní evropské státy, které své kolonie a faktorie zakládaly od 15. století výše, spíše šlo o prestižní záležitost. Na konci 19. století v Evropě zvítězily ideály humanismu, které již nedovolovaly programově vyhlazovat ostatní nebílé rasy a rezervovaně se stavěly i k nucené asimilaci neevropských etnik. To vše se odrazilo na charakteru německé nadvlády, která se více podobala vojenské okupaci než kolonizaci, jak ji známe z dřívějších dob u Britů, Portugalců, Španělů a Nizozemců.
Když Němci přišli do východní Afriky, objevili zde kmenově organizovaná společenství, jejichž kmenové konfederace podřízené jednomu monarchovi se vlastnictvím svrchovaného území a uvědoměním si vlastní etnické příslušnosti (národnosti) začínaly podobat státům. Němci této proorganizovanosti společnosti využili a od klíčových místních vládců si nechali deklarovat loajalitu a zahájili tím systém nepřímé vlády (indirekten Herrschaft).
Správa kolonie tak byla zdvojená. Země byla rozdělená do vojenských újezdů, kterým vládli evropští přidělenci přímo podřízení guvernérovi a do provincií, kterým vládli místní afričtí monarchové, alespoň formálně deklarující věrnost Němcům. Jak vojenské újezdy, tak provincie se snažily respektovat původní vymezení malých či větších místních království. Vojenské újezdy měly za úkol střežit klid v kolonii a chránit vybrané monarchy, civilní provincie zase vybírat „daně z chýše“ a provádět místní politiku. Daň z chýše neměla ani tak za úkol být ekonomicky exploatační, jakože spíše přimět místní obyvatelstvo pracovat a zvýšit německou suverenitu, která byla nad některými kmeny opravdu jen formální.
Němci nerozuměli složitému politickému vývoji uvnitř kmenových svazů a palácové převraty sledovali s nelibostí. Místní monarchové německé vojsko s oblibou vtahovali do vlastních intrik, neboť ten, kdo získal na svou stranu Němce, disponoval drtivou vojenskou převahou.
Němci tak často vstupovali na stranu monarchů, kteří neměli na svých území respekt, lidovou podporu nebo před intervencí Němců disponovali mizivou, někdy žádnou, politickou silou. To přinášelo občasná kmenová povstání či mezikmenové války, které vojenské újezdy musely potlačovat.

## Ekonomika v kolonii

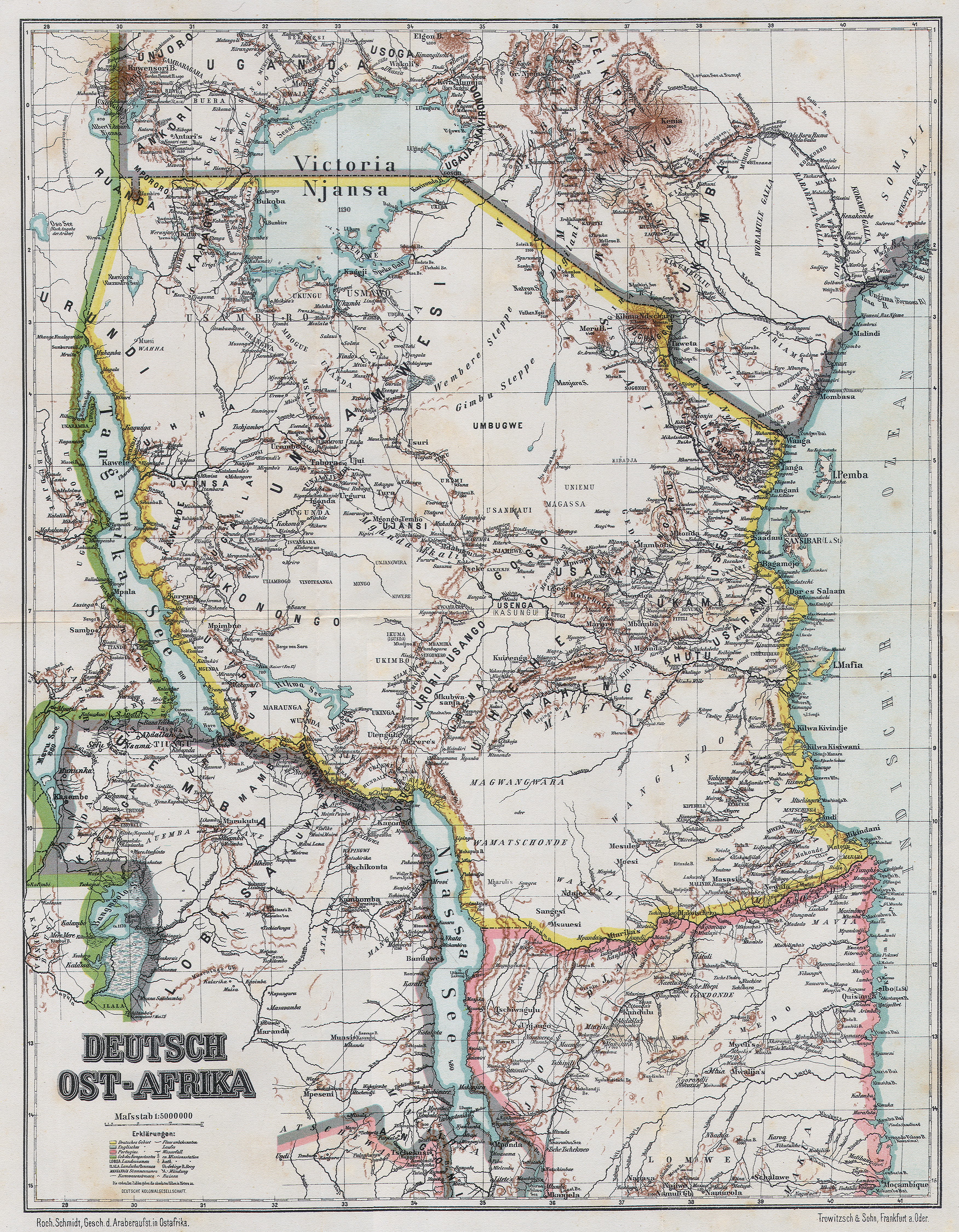
Historická mapa Německé východní Afriky, 1892

Pod německým vedením došlo již od počátku k růstu obchodu. Němci si rychle uvědomili, že ekonomický vzestup bude záviset na spolehlivém transportu. Sisalová pole zaujímala přes 40 tisíc hektarů. Jednalo se o nejdůležitější tržní plodinu. Na plantážích o rozloze 80 tisíc hektarů byly pěstovány kávovníky, kaučukovníky a bavlna. V roce 1888 byla započata stavba železnice známé jako Usambara, nebo také Severní dráha, která byla využívána mimo jiné pro transport těchto zemědělských plodin. Nejdelší trasa tzv. Centrální dráhy, která spojovala Dar es Salaam s městy Morogoro, Tabora a Kogoma měřila 1 250 kilometrů. Poslední trasa vedoucí k východnímu pobřeží jezera Tanganika byla dokončena v roce 1914 a její dostavbu provázely mohutné oslavy v hlavním městě spojené s obchodní výstavou zemědělských komodit. Přístavy byly modernizovány novými elektrickými jeřáby, napojením na železnici a skladiště.
V roce 1912 připlulo do Dar es Salaamu a Tangy 356 nákladních a dopravních parníků a přes 1000 lokálních obchodních plavidel. K roku 1914 čítala populace Dar es Salaaamu a přilehlé provincie 166 tisíc lidí, z toho 1 050 Evropanů, převážně Němců (1 000 osob). Celkově pobývalo v této německé kolonii 3 500 Němců. Dar es Salaam se stal právem výstavním městem celé tropické Afriky. Přes všechno úsilí nebyla Německá východní Afrika nikdy pro Německo zisková a musela být subvencována Berlínem.

## Vzdělávání

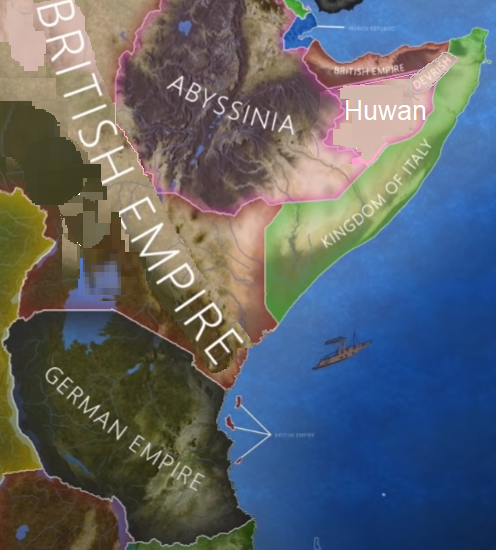
Kolonie ve východní Africe

Na rozdíl od belgické, francouzské, anglické či portugalské koloniální nadvlády v centrální Africe, Němci pro své africké obyvatelstvo vytvořili vzdělávací program zahrnující základní, střední a odborné vzdělání. Kvalifikovaní vyučující, osnovy, učebnice, vyučovací materiály, to vše bylo naprosto bezprecedentní. V roce 1924, deset let po začátku 1. světové války a po šestileté britské nadvládě přinesla americká Phelps-Stokesova komise reportáž v níž uvádí, že: „Pokud jde o školství, Němcům se povedl hotový zázrak.“ Úroveň školství, které bylo dosaženo pod německou nadvládou, upadla až po delší době.

## První světová válka

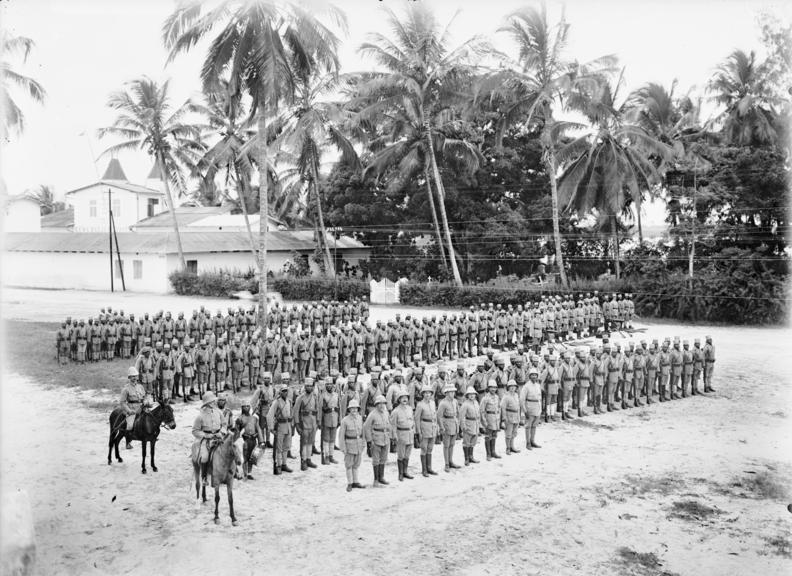
Jednotky Askari

Historie Německé východní Afriky za první světové války je spojena s vojenským velitelem kolonie generálem Paulem von Lettow-Vorbeckem. Tento mladý důstojník vedl armádu složenou z 3 tisíců Evropanů a 11 tisíc domorodců proti britskému imperiálnímu vojsku o síle 300 tisíc mužů. Britské velení měl na starost Jan Smuts, dřívější velitel ve druhé búrské válce.
Za Vorbeckovo největší vítězství je považována Bitva o Tangu z 3.–5. listopadu 1914, kde porazil britské jednotky osmkrát početnější, než byla jeho vlastní armáda. Vorbeckova mistrovská kombinace guerrilového způsobu boje a odvážných nájezdů měla za následek obrovské náklady a 60 000 obětí na britské straně. Nicméně, poté co britské jednotky z Belgického Konga zaútočily ze západu a zásoby jídla se povážlivě ztenčily, byl Vorbeck nucen k ústupu. Nakonec vybojoval menší vítězství v Německé východní Africe, v Mosambiku a následně v Severní Rhodesii, kde souhlasil se zastavením palby tři dny po konci války, kdy konečně obdržel zprávy o uzavření příměří mezi válčícími národy.
Po válce byla v Německu Vorbeckova Schutztruppe oslavována jako jediná německá jednotka, která nebyla během 1. světové války poražena v otevřeném boji, přestože často, vzhledem k početní převaze protivníka, ustupovala. Koloniální jednotky Askari, které bojovaly ve východní Africe se dočkaly kompenzací ze strany Výmarské republiky a později Spolkové republiky Německo v podobě penzijních dávek. Německý lehký křižník SMS Königsberg bránil pobřeží východní Afriky. V roce 1915 byl zanechán v deltě Rufiji, poté co posádce došlo palivo. Členové posádky se přidali k pozemním jednotkám. Versailleská mírová smlouva rozhodla o zániku Německé východní Afriky. Západní část země připadla Belgii jakožto Ruanda-Urundi, malé území Kionga Triangle jižně od řeky Rovuma přešlo pod správu Portugalců jakožto součást Mosambiku. Zbylá část území byla Brity pojmenována Tanganika a přešla pod jejich vládu.

## Poštovní známky

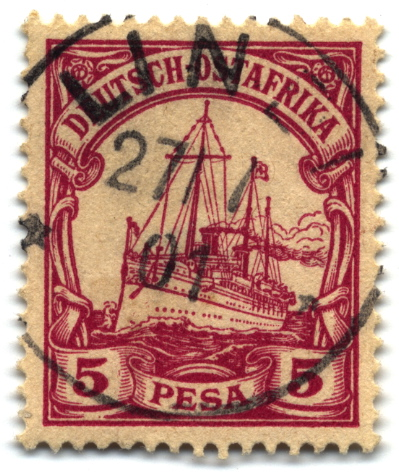
5-pesová "Jachta", oražena v Lindi, 27. července 1901

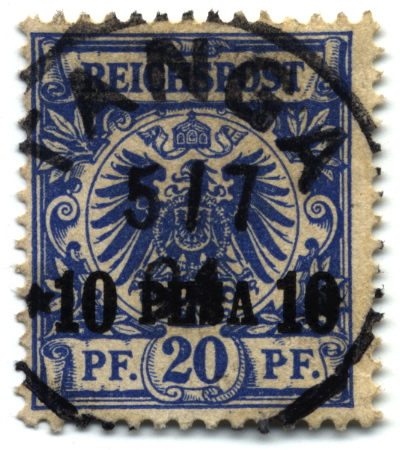
10 pesová známka-přetisk na 20 pfennigovou německou známku z roku 1893, oražena 5. července 1894 ve městě Tanga

První poštovní známky vydané pro Německou východní Afriku spatřily světlo světa v roce 1893, jakožto přetisk (v měně peso) běžných německých známek, s přípisem „Německá východní Afrika“. V roce 1900 vydalo Německo tzv. „Jachty“. Jachta byla součástí designu známek užívaných ve všech německých koloniích. Jednalo se o císařskou jachtu Hohenzollernů. V Německé východní Africe byly známky vyčísleny v pesos a rupiích (64 pesos = 1 rupie) a označeny nápisem Německá východní Afrika (Deutsch-Ostafrika). Roku 1905 byly vytištěny nové poštovní známky v hodnotovém systému haléřů (100 haléřů = 1 rupie).
Němci pokračovali v tisku dalších známek, i přes špatnou situaci během 1. světové války a od roku 1916 vydávali vodotiskovou známku s jachtou v hodnotě 1 rupie (pravá používaná známka z této doby je velkou raritou a dnes má hodnotu více než 20 tisíc amerických dolarů). Prodejní hodnota většiny typů známek z Německé východní Afriky se dnes pohybuje pod 10 amerických dolarů, ale známky s vysokou nominální hodnotou a rané tisky dosahují ceny až k 100 $.
Poté, co byla kolonie obsazena britskými a belgickými jednotkami, každá z nich vydala své vlastní provizorní známky. V roce 1916 Belgičané přetiskli známky Belgického Konga v několika verzích. První verze s nápisem „Ruanda a Urundi“, nebyla nikdy skutečně užívána. Druhá série známek byla přetištěna s dvojjazyčným nápisem „Německá východní Afrika/Okupace Belgií“ ve francouzštině a vlámštině. V roce 1922 byly známky přeceněny a pohybovaly se v hodnotách 5 až 50 centů.
Britové zpočátku přetiskli známky, které užívali v protektorátu Nyasaland v dnešním Malawi s titulkem N.F. znamenajícím Nyasaland Force. V roce 1917 změnili tento přetisk na zkratku G.E.A. (German East Africa) a následně na známky „Východní Afriky a Ugandy“. Ten samý přetisk se objevil na známkách s hlavičkou Východní Afrika a Protektorát Uganda, ale tyto známky byly vydávány až po ustavení Tanganiky a jsou považovány za součást poštovní historie Tanganiky.

## Seznam guvernérů Německé východní Afriky v letech 1885-1918
- 1885–1889 Carl Peters
- 1889–1891 Hermann von Wissmann
- 1891–1893 Julius von Soden
- 1893–1895 Friedrich von Schele
- 1895–1896 Hermann von Wissmann
- 1896–1901 Eduard von Liebert
- 1901–1906 Gustav Adolf von Götzen
- 1906–1912 Albrecht von Rechenberg
- 1912–1918 Heinrich Albert Schnee

## Německé názvy některých lokalit
- Bismarckburg (Kasanga)
- Kaiser-Wilhelm-Spitze (Kilimanjaro)
- Weidmannsheil (Tabora)